# Mantjärnen (Nyhems socken, Jämtland, 697365-149277)
Mantjärnen är en sjö i Bräcke kommun i Jämtland och ingår i Ljungans huvudavrinningsområde.